# Garda Síochána
De Garda Síochána (Iers: An Garda Síochána, "De Bewaker van de Vrede") is de politiedienst van Ierland. Garda Síochána na hÉireann ("van Ierland") komt voor in het logo maar wordt verder zelden gebruikt. Doorgaans worden de leden Garda, na Gardaí of guard in Engels) genoemd. De dienst wordt geleid door de Garda Commissioner (commissaris), benoemd door de Ierse regering, en heeft zijn hoofdkwartier in Phoenix Park in Dublin. 

## Organisatie
| Rang                         | Ierse naam           | Aantal (31 december 2023) |
| ---------------------------- | -------------------- | ------------------------- |
| Commissaris                  | Coimisinéir          | 1                         |
| Plaatsvervangend commissaris | Leas-Choimisinéir    | 2                         |
| Assistent-commissaris        | Cúntóir-Choimisinéir | 8                         |
| Chief Superintendent         | Príomh-Cheannfort    | 47                        |
| Superintendent               | Ceannfort            | 168                       |
| Inspecteur                   | Cigire               | 3479                      |
| Sergeant                     | Sáirsint             | 2.129                     |
| Gardaí                       | Gardaí               | 11.039                    |
| Student Gardaí               | Mac Léinn Ghardaí    | 200                       |

Het korps wordt geleid door de commissaris. Als directe ondergeschikten heeft deze twee plaatsvervangende commissarissen, respectievelijk verantwoordelijk voor "Operaties" en "Strategie en Verandermanagement", en één administratief hoofdofficier, verantwoordelijk voor "Resource management" (personeel, financiën, informatie & communicatie, technologie en huisvesting). Daarnaast zijn er acht assistent-commissarissen: zes voor de verschillende geografische regio's en twee voor de verschillende nationale ondersteunende diensten.
De zes geografische regio's geleid door assistent-commissarissen zijn:
1. Dublin Stedelijke Regio
2. Oost
3. Noord
4. Zuid
5. Zuidoost
6. West

Direct onder de assistent-commissarissen staan de verschillende chief superintendents waarvan ongeveer de helft aan de leiding staat van een zogenaamde "politiedivisie". Deze divisies zijn weer opgedeeld in districten onder leiding van een superintendent, geassisteerd door een aantal inspecteurs. Elk district bestaat weer uit een aantal subdistricten welke doorgaans geleid worden door een sergeant.
Elk subdistrict heeft één politiebureau en doorgaans meerdere politieposten. Het aantal Gardai van de politiebureaus hangt van hun belang en de plaatselijke misdaadcijfers.
Tot het korps behoren ook ruim 2500 mensen aan burgerpersoneel, onder meer actief op gebieden als human resources, gezondheidsdiensten, financiën, schoonmaak, IT & telecommunicatie, voertuig-management, ondersteuning plaats delict, onderzoek en analyse, training, huisvesting en administratie.

## Bewapening
De geüniformeerde gardai zijn in principe ongewapend. Wel zijn zij uitgerust met een gummiknuppel, peperspray en handboeien.

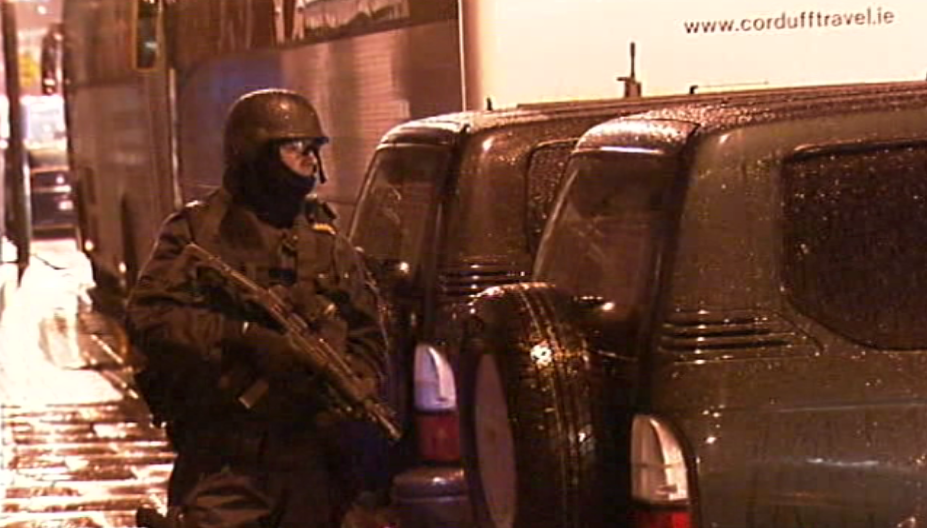
Garda Síochána Emergency Response Unit in actie in Dublin

Niet alle Gardai zijn echter ongewapend. Een aantal speciale eenheden heeft wel het recht om, onder voorwaarden, wapens te dragen. Deze eenheden zijn de "Speciale Detective Eenheid", de "Regionale Ondersteuningseenheden" en de "Garda Emergency Response Unit".
Deze bewapende eenheden dienen als ondersteuning van de gewone Gardai en zijn opgericht als antwoord op de toename in vuurwapenincidenten in Ierland. Leden van deze eenheden moeten in het bezit zijn van een speciale vuurwapenpas en mogen niet in regulier uniform zijn wanneer zij deze wapens dragen.
Bewapende Gardai dragen semiautomatische pistolen van het type SIG Sauer P226 en Walther P99C. Gewapende interventie-eenheden alsmede speciale detective-eenheden dragen zwaardere wapens, voornamelijk machinepistolen van het type Heckler & Koch MP7 en Heckler & Koch MP5. Daarnaast zijn de eenheden uitgerust met minder dodelijke wapens zoals tasers en peperspray-granaten.